# Alfredo Hawit Banegas
Alfredo Hawit Banegas (El Progreso, Hondures, 8 d'octubre de 1951) és un exfutbolista, advocat i dirigent esportiu hondureny. Va debutar com a centrecampista amb el Club Deportivo Honduras Progreso i es va retirar amb el Club Deportivo Motagua després de passar pels clubs San Pedro i el Club Deportivo Olímpia. Va ser secretari general i president de la Federació Autònoma Nacional de Futbol d'Hondures (FENAFUTH), president de la Confederació del Nord, Centreamèrica i el Carib de Futbol Associació (CONCACAF) i vicepresident de la Federació internacional de Futbol Associació (FIFA).
El desembre de 2015, Hawit va ser detingut a Zúric (Suïssa) acusat de corrupció pel Departament de Justícia dels Estats Units en el denominat Cas Fifagate. Va ser extradit als EUA i va quedar en llibertat sota fiança de 290.000 dòlars i arrest domiciliari. L'11 d'abril de 2016 es va declarar culpable de diversos delictes de corrupció, va acceptar la confiscació de 950.000 US$ i va quedar a l'espera de sentència en data per determinar.

## Trajectòria
Com a futbolista, Hawit va ser un dels jugadors més joves d'Hondures en debutar com a professional quan només tenia quinze anys. Va jugar fins al 1969 amb l'equip de El Progreso, del 1970 al 1973 amb el San Pedro, del 1974 al 1977 amb el Club Deportivo Olimpia i després va fitxar pel Club Deportivo Motagua, on només va disputar dos partits, ja que es va haver de retirar prematurament per culpa d'una hepatitis viral.
Hawit, compaginant l'esport amb els estudis, va llicenciar-se en dret per la Universidad Nacional Autónoma de Honduras. A l'edat de trenta-tres anys va ser catedràtic de dret i de periodisme i, posteriorment, secretari general de la universitat.
El 2011, Hawit va accedir a la presidencia de la Concacaf per la dimissió de Jack Warner que estava acusat de delictes de corrupció. Durant el seu curt mandat va proposar que el president de la Concacaf només pogués servir un termini de quatre anys a la vegada i que la Unió Caribenya de Futbol (CFU), la Unió Centreamericana de Futbol (UNCAF) i la Unió Nord-americana de Futbol (NAFU) designessin els presidents de manera rotativa.
El 27 de maig de 2015, Hawit va accedir per segona vegada a la presidència de la Concacaf per la detenció del president Jeffrey Webb en el Cas Fifagate. Durant la seva llarga trajectòria com a dirigent esportiu també va presidir la Uncaf i va formar part de diversos comitès de la Fifa i la Concacaf.
El 31 de juliol de 2015, va ser elegit president de la Fenafuth en substitució de Rafael Callejas.

## Fifagate
El 3 de desembre de 2015, Alfredo Hawit va ser detingut a l'Hotel Baur au Lac de Zuric (Suïssa) a instàncies de la justícia nord-americana que l'acusava de greus delictes de corrupció en el denominat Cas Fifagate.
El gener de 2016, les autoritats suïsses van procedir a l'extradició d'Alfredo Hawit als EUA.
El 2 de febrer de 2016, es va declarar no culpable i va quedar en llibertat sota fiança de dos-cents noranta mil dòlars i arrest domiciliari a l'espera de judici.
L'11 d'abril de 2016, Hawit es va declarar culpable de quatre delictes de corrupció i va acceptar la confiscació de nou-cents cinquanta mil dòlars. Segons la fiscalia, Hawit, com a president de la Fenafuth i de la Concacaf, hauria acceptat centenars de milers de dòlars en suborns a canvi d'influir per a l'adjudicació dels drets de màrqueting de la Selecció de futbol d'Hondures i de diversos tornejos futbolístics organitzats per la Concacaf.
El 19 de desembre de 2016, Alfredo Hawit va ser inhabilitat a perpetuïtat per la Fifa per a exercir qualsevol activitat relacionada amb el món del futbol.
La sentència definitiva, que ha estat ajornada diverses vegades per la justícia nord-americana, està prevista pel 16 de maig de 2019.
El 8 de maig de 2019, la sentència contra Hawit que estava programada pel 16 de maig de 2019, va ser ajornada novament fins al mes d'agost de 2019 en data per determinar.
El 30 de juliol de 2019, la jutgessa Pamela K. Chen va ajornar novament la sentència tot fixant com a nova data el 2 de desembre de 2019 i, posteriorment, reprogramada al 29 de juny de 2020.
El 29 de juny de 2020, Hawit va ser finalment condemnat pel temps ja complert i dos anys més de llibertat supervisada.